# Liste der Monuments historiques in Neuville-en-Ferrain
Die Liste der Monuments historiques in Neuville-en-Ferrain führt die Monuments historiques in der französischen Gemeinde Neuville-en-Ferrain auf.

## Liste der Bauwerke
| Bezeichnung                      | Beschreibung | Standort                        | Kennzeichnung | Schutzstatus | Datum | Bild |
| -------------------------------- | ------------ | ------------------------------- | ------------- | ------------ | ----- | ---- |
| Bourloire du Cercle Saint-Joseph | Erbaut 1860  | 20, place Roger-Salengro (Lage) | PA59000119    | Inscrit      | 2006  |      |